# What So Not
What So Not est un groupe australien de musique électronique, originaire de Sydney, projet de Emoh Instead (nom de scène de Christopher John Emerson). What So Not fait le tour du monde, jouant dans divers festivals, dont le Coachella Valley Music and Arts Festival, Pukkelpop, Ultra Music Festival et Lollapalooza. What So Not est surtout connu pour ses succès tels que Innerbloom (What So Not Remix) (par RÜFÜS DU SOL), Gemini (avec George Maple), Jaguar, High You Are et Tell Me (avec RL Grime). Il a figuré dans des classements tels que l'ARIA Charts, le Triple J Hottest 100 et l'iTunes Dance Album Chart aux États-Unis. Il publie son premier album intitulé Not All the Beautiful Things le 9 mars 2018.

## Histoire

### Débuts (2010–2017)
What So Not est né d'un projet entre le producteur musical Emoh Instead et Harley Streten. Le 13 novembre 2011, What So Not sort son premier EP, 7 Dollar Bill. Durant cette période, ils sortent plusieurs remixes d'artistes tels que Peking Duk, Tom Piper, et Major Lazer. Au début de l'année 2013, ils se lancent dans le Massive Universe Tour, dans plusieurs salles à travers l'Australie. Le 28 mai 2013, ils sortent leur deuxième EP, The Quack, avec une collaboration avec Action Bronson sur le label OWSLA. Le duo sort la chanson Jaguar le 6 décembre 2013,.
Le 24 juin 2014, What So Not et RL Grime sortent leur single Tell Me, Chris Martins de Spin décrivant le titre comme « à la fois puissant sur le plan mélodique et féroce sur le plan des percussions ».
En février 2015, Flume annonce son départ de What So Not, citant que lui et Emoh Instead avaient pris des directions créatives différentes, et a déclaré que l'EP Gemini à venir serait la dernière sortie de What So Not en tant que duo. « Gemini » featuring George Maple, le premier titre de l'EP, est lancé le 9 mai 2015. Le titre est nommé sur Triple J Hottest 100 plus tard dans l'année et atteint la 52e place des ARIA Charts.
Gemini est publié en téléchargement gratuit le 18 décembre 2015, qui comprend des collaborations avec les artistes Dillon Francis, Tunji Ige et KLP,. En novembre 2015, What So Not, Baauer et George Maple coproduisent un titre pour le rappeur australien Tkay Maidza, intitulé Ghost, dont la première est diffusée sur Triple J. Le 9 septembre 2016, What So Not publie son premier EP en solo, Divide and Conquer, qui comprend le titre Lone.
En octobre 2016, What So Not, George Maple et Djemba Djemba coproduisent un titre sur le premier album du rappeur australien Tkay Maidza, intitulé Afterglow. Le 3 novembre 2016, RL Grime sort le single Waiting en collaboration avec What So Not et Skrillex, qui était en production depuis 2013. La sortie du titre est annoncée par une vidéo promotionnelle qui parodiait les publicités pour les lignes de chat et présentait des images de mégères influencées par l'ère 1980 avec un numéro de téléphone clignotant sur l'écran, où en appelant le numéro, les auditeurs pouvaient entendre la chanson dans son intégralité.
Une collaboration entre What So Not et l'artiste new-yorkais LPX, Better, sort le 8 septembre 2017 ; et est lancée sur la station de radio australienne Triple J le 7 septembre 2017.

### Not All the Beautiful Things(2018–2020)
Le 31 janvier 2018, What So Not annonce la sortie de son premier album intitulé Not All the Beautiful Things qui sort le 9 mars 2018,. L'album comprend des collaborations avec plusieurs artistes, notamment Skrillex, Slumberjack, San Holo et le groupe de rock américain Toto. En même temps que l'annonce, il sort le premier single de l'album Stuck in Orbit qui est coproduit avec Jono Ma du groupe de dance psychédélique australien Jagwar Ma. What So Not sort un troisième single intitulé Beautiful, en collaboration avec la chanteuse et compositrice suédoise Winona Oak, le 27 février 2018 et annonce une tournée nationale en Australie pour son Beautiful Things' World Tour où il se rend dans les villes de Perth, Adélaïde, Melbourne, Sydney et Brisbane en juin 2018.
Le premier single de 2019 de What So Not, We Can Be Friends, avec la chanteuse américaine Herizen, est publié le 22 janvier 2019. Il rencontre précédemment la chanteuse lors d'un atelier d'écriture de chansons au Nicaragua, tout en citant le producteur de disques et rappeur américain J Dilla comme principale source d'inspiration du morceau.
Le 6 février 2020, What So Not annonce qu'il faisait une pause, déclarant : « Je veux me sortir de la « routine » et m'assurer que tout ce que je fais est à 110 % », suivi d'un silence radio sur ses médias sociaux.

### Anomaly(depuis 2021)
Le 8 janvier 2021, What So Not revient de son hiatus avec un remix pour Run the Jewels avec Pharrell Williams et Zack de la Rocha qui déclare : « J'ai été honoré de recevoir le feu vert pour sortir ce disque, non seulement avec RTJ, mais aussi avec mes héros d'enfance Zack et Pharrell »
En avril 2021, What So Not annonce une « nouvelle ère » et la sortie de The Change avec DMA's. NME déclare : « Le morceau canalise les influences de Manchester de l'album The Glow de DMA's sorti en 2020, mais renverse l'équilibre entre le rock et la dance en faveur de cette dernière, en s'inspirant d'une rave à la Underworld ».

## Discographie
- 2018 : Not All the Beautiful Things
- 2022 : Anomaly